# Rio Bedeu
O Rio Bedeu é um rio da Romênia afluente do Rio Târnava Mică, localizado no distrito de Mureş.